# 麥金萊 (明尼蘇達州聖路易斯縣)
麥金萊（英語：McKinley）是一個位於美國明尼蘇達州聖路易斯縣的城市。

## 歷史
麥金萊的郵局於1892年設立，其後於1991年停運。麥金萊於1892年升格為城市，得名自早期定居者麥金萊兄弟。

## 人口
根據2020年美國人口普查的數據，麥金萊的面積為4.07平方千米，當中陸地面積為3.69平方千米，而水域面積為0.38平方千米。當地共有人口103人，而人口密度為每平方千米25人。